# Аю
Plecoglossus altivelis е вид лъчеперка от семейство Plecoglossidae.

## Разпространение и местообитание
Видът е разпространен във Виетнам, Китай (Гансу, Гуандун, Гуанси, Гуейджоу, Дзянси, Дзянсу, Синдзян, Фудзиен, Хайнан и Шандун), Северна Корея, Хонконг, Южна Корея и Япония.
Обитава крайбрежията на сладководни басейни, морета, реки и потоци.

## Описание
Продължителността им на живот е около 3 години. Популацията на вида е намаляваща.